# George E. Dixon
George E. Dixon (? – 17. februar 1864) var løjtnant i den amerikanske borgerkrig. Han er bedst kendt som kaptajn på ubåden H.L. Hunley under dens mission med at sænke USS Housatonic, men blev også kendt for at have været med i slaget ved Shiloh. Ved udgravningen af udbåden fandt marinearkæologerne på kaptajnen en guldmønt, med en fordybning i. Dette menes at bekræfte den overleverede historie, om at Dixon var blevet givet en guldmønt af sin elskede. Hun bad ham om altid at have den på sig for at den kunne bringe ham held. Ved slaget ved Shiloh skulle denne guldmønt være blevet ramt af en kugle, og dermed have reddet Dixon.  